# Sascha Koninkx
Sascha Koninkx (Nijmegen, 16 mei 1979) is een Nederlandse zangeres, die opgroeide in Grave. Ze werd bekend in de Nederlandse meidengroep Close II You waar ze vanaf 1996 in zong.
Na haar zangperiode bij Close II You heeft ze nog tot 2003 met Nadja Nooijen en Natascha Scheffers gezongen in de groep GTO (Girls Together Outrageously).
Tegenwoordig is Sascha zelfstandig visagiste. 